# The Powerpuff Girls
The Powerpuff Girls, (conhecido no Brasil como As Meninas Superpoderosas) é uma série de desenho animado estadunidense criada e escrita por Craig McCracken. Sucesso em todo o mundo, a série foi considerada a nova mania dos Estados Unidos durante o fim da década de 90 e inicio dos anos 2000 e teve um reboot de mesmo nome no ano de 2016. As 4 primeiras temporadas foram produzidas pela Hanna-Barbera, sendo essa a última série produzida pelo estúdio, que foi incorporado à Warner Bros. Animation em 2001. Após a absorção do estúdio, a Cartoon Network Studios assume o lugar de produtora.
Conta a história de três garotas com super poderes: Florzinha, Lindinha e Docinho. Elas foram criadas pelo Professor Utônio, que acidentalmente deixou derrubar o Elemento X na poção da "Garotinha Perfeita" (uma mistura de  açúcar, tempero e tudo o que há de bom). Sendo assim, o Elemento X deu a elas super poderes, e entre uma brincadeira e outra, elas tem que salvar a cidade fictícia norte-americana de Townsville de diversos monstros. A série estreou em 18 de novembro de 1998 pelo Cartoon Network nos Estados Unidos.
McCracken originalmente desenvolveu um curta da série em 1992, intitulado de Whoopass Stew!, enquanto estava cursando seu segundo ano na CalArts. Após uma mudança de nome, o Cartoon Network apresentou As Meninas Superpoderosas no seu programa What a Cartoon! Show em 1995 e 1996. A série fez sua estréia oficial em 18 de novembro de 1998, com o último episódio sendo exibido em 25 de março de 2005. Um total de 78 episódios foram exibidos, além de dois curtas, um especial de Natal, um filme e um especial de aniversário de 10 anos. Entre outros produtos de mídia, incluem um anime, três trilhas sonoras, uma coleção de DVDs, uma série de jogos eletrônicos, um reboot em 2016 e diversos produtos licenciados. Além disso, a série foi indicada para seis prêmios Emmy Awards, 9 prêmios Annie Awards, e um prêmio Kids Choice Awards durante sua exibição. 
No Brasil, foi exibida regularmente na TV paga entre 1999 até o início de 2016, pelo Cartoon Network Brasil. Na TV aberta, o desenho animado foi exibido até 2005 pelo SBT, dentro do programa infantil Bom Dia & Cia. Em Portugal, a série estreou em 2002 pela TVI, onde foi exibida dentro do programa Batatoon. Posteriormente, foi reexibida em 2013, pelo Cartoon Network Portugal.[carece de fontes?]

## Premissa
O show gira em torno das aventuras de três meninas com idade pré-escolar com uma variedade de super-poderes: Florzinha (rosa), Lindinha (azul) e Docinho (verde). O enredo de um episódio geralmente é baseado na humorística dos shows padrões de super-heróis e tokusatsu, com as meninas usando seus poderes para defender sua cidade de vilões e monstros gigantes. Além disso, as meninas têm que lidar com os problemas normais que as crianças enfrentam, como rivalidades entre irmãos, dentes de leite, higiene pessoal, ir à escola, fazer xixi na cama, ou dependência de um cobertor da sorte. Os episódios geralmente contêm referências ocultas à cultura pop mais antiga (especialmente perceptível no episódio "Conhecendo os Beat-Alls", que é uma homenagem aos Beatles). O desenho sempre tenta manter idéias diferentes dentro de cada episódio, com algumas pequenas homenagens e paródias.
O show se passa principalmente na cidade de Townsville, EUA. Townsville é descrita como uma grande cidade americana, com uma paisagem urbana composta por vários arranha-céus. Em sua crítica ao filme As Meninas Superpoderosas, o crítico de cinema Bob Longino, do The Atlanta Journal-Constitution , disse que "os desenhos intrincados emanam um toque futurista da década de 1950 como um cenário de David Hockney", e que o programa é "uma das poucas criações americanas que alegra cultura pop e tem uma requintada alta arte".

## Personagens

Da esquerda para a direita, Lindinha, Florzinha e Docinho

Tal como é descrito na sequência de abertura de cada episódio, as Meninas Superpoderosas foram criadas pelo Professor Utônio em uma tentativa “para criar a garota perfeita”, usando uma mistura de “açúcar, tempero e tudo que há de bom”. No entanto, ele acidentalmente derramou uma substância misteriosa chamada “Elemento X” na mistura, criando, ao invés de uma “garotinha perfeita”, três meninas, e garantindo a todas as três super-poderes, incluindo voo, super-força, super velocidade, invulnerabilidade, visão de raio-x, super sentidos, visão de calor e projeção de energia. No piloto original, a substância acidental foi uma lata de “Whoop Ass”, que foi substituído pelo “Elemento X” no produto final.
As três meninas têm uma cabeça oval, olhos anormalmente grandes (inspirado nas artes de Margaret Keane), braços grossos e pernas, sem narizes ou dedos (McCracken preferiu dar um olhar mais simbólico para elas, ao invés de ir para um olhar realista, o que significa que menos detalhes foram adicionados). Elas usam vestidos com listras pretas que correspondem às cores dos seus olhos, assim como meias brancas e sapatos pretos, no estilo Mary Janes.
- Florzinha (dublada por Iara Riça no Brasil e por Paula Pais em Portugal) — É ruiva e usa um laço vermelho gigante no alto da cabeça e o cabelo preso,  com um vestido rosa. Confiante, orgulhosa, batalhadora e Alegre. Elemento: Tudo que há de bom (Everything Nice). Florzinha é a líder das Meninas Superpoderosas com uma perfeita combinação de inteligência, beleza e força! O trabalho dela é fazer com que as meninas estejam sempre preparadas para lutar contra o mal, e manter a verdade e a justiça em Townsville.
- Lindinha (dublada por Cristiane Monteiro no Brasil e por Ana Luís Martins em Portugal) — É loira e usa duas maria-chiquinhas. Tem olhos azuis da mesma cor de seu vestido. Doce, sensível, corajosa (mas tem medo do escuro), inocente e observadora. A mais sensível do trio. Elemento: Açúcar (Sugar). É ela quem carrega a alma das Meninas Superpoderosas. Borboletas são as coisas mais lindas e fofas para ela, se bem que quase tudo que ela vê é fofo para ela. Mas tome muito cuidado, esse anjinho de cabelos dourados pode ser bem perigoso!
- Docinho (dublada por Luisa Palomanes no Brasil e por Alexandra Sedas em Portugal) — Cabelos curtos e pretos com detalhes espetados, olhos verdes da cor do vestido. Agressiva, brincalhona, corajosa e sociável. A “lutadora” do trio (Durona das Meninas Superpoderosas). Elemento: Tempero (Spice). Ela tem a atitude de uma Menina Superpoderosa. Só quer saber de ser a mais forte do mundo, e a pior coisa para ela é ter que usar vestido longo. Docinho gosta de bater primeiro e perguntar depois... ou melhor ainda... deixar que Florzinha tome conta do interrogatório.

## Produção

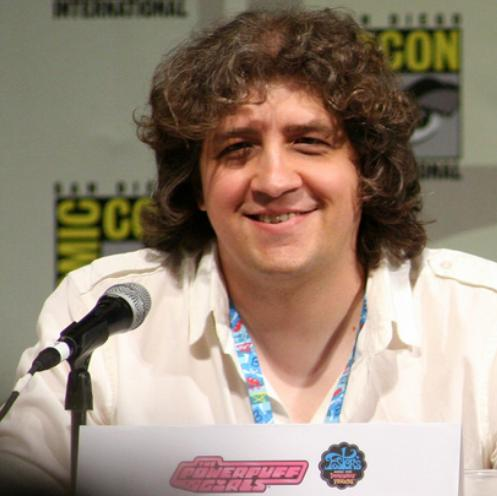
Craig McCracken, o criador da série, na Comic Con de 2008

Durante o primeiro ano de Craig McCracken no programa de animação de personagens da CalArts , ele criou uma série de curtas histórias em quadrinhos baseadas em um personagem chamado "No Neck Joe". Em junho de 1991, ele criou um desenho de três garotas com olhos grandes, inspiradas visualmente pelas pinturas 'waif' de Margaret Keane , em uma pequena folha de papel de construção laranja como um cartão de aniversário para seu irmão. No ano seguinte, ele incluiu as três meninas como personagens principais de seu curta Whoopass Stew! The Whoopass Girls in: A Sticky Situation. Inicialmente, McCracken queria animar quatro curtas de Whoopass Girls, mas apenas um veio a existir. Os curtas de McCracken foram selecionados para exibição no Spike and Mike's Festival of Animation em 1994.
Enquanto trabalhava em Os Dois Cachorros Bobos em 1992, o curta Whoopass Girls de McCracken foi escolhido para uma série pelo Cartoon Network. No entanto, o nome Whoopass teve que ser retirado do canal para incluí-lo como parte de seu novo ``What a Cartoon! Show``. McCracken explicou que era porque muitos executivos da Cartoon Network não achavam que alguém faria brinquedos para crianças com a palavra "ass". Então o título foi mudado e se tornou The Powerpuff Girls, o nome Whoopass foi alterado para Powerpuff por Craig McCracken, e a "lata de whoop ass" foi renomeada como "Elemento X". O novo curta de McCracken, intitulado "The Powerpuff Girls in: Meat Fuzzy Lumpkins", foi lancado mundialmente em 20 de fevereiro de 1995. O curta não era tão popular quanto ``O Laboratório de Dexter``, um projeto que McCracken e o ex-colega de classe Genndy Tartakovsky (que também dirigiu muitos episódios das Meninas Superpoderosas) trabalharam juntos; sendo o mais popular dos curtas, o Laboratório de Dexter foi o primeiro a ser iluminado pela rede. O executivo do Cartoon Network Mike Lazzo (que mais tarde atuou como produtor executivo da Williams Street na quinta temporada de ``Samurai Jack``) permitiu que McCracken produzisse um novo curta das Meninas Superpoderosas intitulado "Crime 101", que foi ao ar em ``What a Cartoon!`` no início de 1996. O locutor Ernie Anderson, o narrador dos episódios piloto, morreu de câncer em 1997 e foi substituído por Tom Kenny pelo restante da série
A estréia da série The Powerpuff Girls aconteceu em 18 de novembro de 1998 e foi a maior estreia na história do Cartoon Network na época. A série sempre teve a classificação mais alta a cada semana que era exibida — com um público que ia de crianças a adultos. Em Outubro de 2000, o Cartoon Network colocou as Meninas Superpoderosas para as noites de sexta em horário nobre, tendo uma vitória entre as redes fechadas. Até o final de 2000, o merchandising baseado nas Meninas Superpoderosas englobava toda uma variedade de produtos, incluindo camisas, brinquedos, vídeo games, lancheiras, e louça. Em relação ao sucesso das Meninas Superpoderosas, Craig McCracken afirmou "Eu pensei que iria ficar no Cartoon Network e as crianças da faculdade iriam vê-lo e não haveria um sucesso como foi, nunca imaginei isso".
Após o final da produção da quarta temporada da série, a absorção do estúdio Hanna-Barbera e a morte de seu co-fundador William Hanna em 22 de março de 2001, McCracken deixou o foco em sua nova série animada, A Mansão Foster para Amigos Imaginários, deixando Chris Savino para assumir seu lugar enquanto a produção de As Meninas Superpoderosas foram transferidas para o Cartoon Network Studios que começaria a produção do filme que seria lançado no ano seguinte.  O último episódio original do programa foi em 25 de março de 2005; ao todo, foram realizadas seis temporadas. A Cartoon Network se ofereceu para dar a McCracken e Savino a sétima temporada da série, mas eles acreditavam que seis eram suficientes e que a série havia seguido seu curso. Muitas das pessoas que trabalharam nas novas temporadas também trabalharam nas temporadas 3 e 4 do Laboratório de Dexter , mas incluíram outros membros da equipe, como Thurop Van Orman , que então criou As Trapalhadas de Flapjack em 2008.

### Especial de décimo aniversário
Em agosto de 2008, McCracken revelou na sua conta do DeviantArt, como havia sido anunciado na Comic-Con desse ano, que ele estava trabalhando com o Cartoon Network em uma novo episódio de meia-hora para comemorar o aniversário de 10 anos da série. O especial, intitulado As Meninas Superpoderosas Detonam, foi ao ar no Cartoon Network Pan-Euro em 29 de novembro de 2008, na Maratona de aniversário das Meninas Superpoderosas, e nos Estados Unidos em 19 de janeiro de 2009, como parte de sua Maratona 10 º aniversário. Ao contrário de episódios anteriores da série, o especial de aniversário foi animado usando Adobe Flash no Cartoon Network Studios. Em março de 2012, a série voltou para o Cartoon Network em reprises no bloco norte-americano Cartoon Planet.

### Especial de 2014

As Meninas Superpoderosas no formato CGI

Em 28 de Janeiro de 2013, foi anunciada uma nova animação especial em CGI estrelando as meninas chamada The Powerpuff Girls :Dance Pantsed (As Meninas Superpoderosas – Vacilou, Dançou! no Brasil) que foi transmitida no dia 20 de Janeiro de 2014 nos EUA e no Brasil no dia 18 de Abril de 2014. O ex-Beatle Ringo Starr promoveu o especial cantando uma nova canção original chamada "I Wish I Was A Powerpuff Girl", com previews que antecederam a data de exibição, e dublando um novo personagem chamado Sequins de Fibonacci. O especial foi dirigido por Dave Smith, que dirigiu episódios para a série no passado, com os membros do elenco original voltando para reprisar seus papéis. Este especial de As Meninas Superpoderosas marcou a primeira vez em que o criador da série Craig McCracken não teve uma participação. O enredo do episódio tem Macaco Louco sequestrando Fibonacci, juntamente com um cantor de ópera e um texugo. As meninas resgatam todos eles, e derrotam o Macaco mais uma vez com o seu plano de sequestro. Ele passa então a inventar um jogo de vídeo-game do mal chamado "Dance Pants R-EVILution" para assumir Townsville. A Common Sense Media deu ao especial 3/5 estrelas citando a "atualização como de bom gosto em comparação com o estilo de animação original", no entanto recomenda para crianças mais velhas em torno de 7 anos de idade.

### Reboot

Logotipo do reboot de 2016.

Em 16 de junho de 2014, foi anunciada uma reboot da série original, produzida pelo Cartoon Network Studios. Rob Sorcher, o diretor de conteúdo do canal, disse que foi uma "grande demanda" solicitar a criação de uma nova série. A série estreou nos Estados Unidos e no Canadá no Cartoon Network em 4 de abril de 2016. O reboot teve um crossover com Jovens Titãs em Ação! que foi ao ar em 30 de junho de 2016. Em 17 de setembro de 2017, uma nova e quarta Menina Superpoderosa chamada Bliss (Estrelinha no Brasil) foi adicionado em um especial de 5 partes do reboot, "O Poder das Quatro". Antes do anúncio, uma imagem de Bliss vazou na Cartoon Network Russia.

## Mídia

### Anime e mangá
Em abril de 2005, os planos para criar uma versão anime das Meninas Superpoderosas foram anunciados. A série estreou no Japão no ano seguinte, sob o nome de Demashita! Powerpuff Girls Z (nomeada no Brasil como As Meninas Superpoderosas: Geração Z), com 52 episódios de meia hora, ao ar todos os sábados de 1 Julho a 23 de dezembro de 2006, e de 6 janeiro - 30 junho de 2007. A série se desviou de seu antecessor americano em termos de estilo, enredo e caracterização, mas ainda mantinha os temas essenciais que fizeram o sucesso da original. Uma versão em Inglês também foi produzida pela Ocean Studios, em Vancouver, Canadá, e tem sido transmitida pelo mundo. A adaptação para mangá, ilustrada por Shiho Komiyuno, foi publicada na revista Ribon da Shueisha entre junho de 2006 e julho de 2007.
Outra série de mangá chamada Powerpuff Girls Doujinshi foi criada em 2004 e lançada através da Snafu Comics. As meninas são mostradas para serem um pouco mais velhas do que na série original, mas com a mesma personalidade que os seus homólogos de TV, e se encontram com personagens de outros desenhos animados. A história tem as meninas agora indo para a escola na cidade vizinha de Townsville conhecida como Megaville. A história em quadrinhos foi a vencedora nos prêmios "Outstanding Superhero Comic" e "Outstanding Character Art" como Melhor Cartunista da Web em 2005.

### Filme
The Powerpuff Girls Movie (As Meninas Superpoderosas: O Filme no Brasil) foi lançado nos Estados Unidos em 3 de julho de 2002, pela Warner Bros e Cartoon Network. O filme, uma prequela para a série que conta a história de como as Meninas Superpoderosas foram criadas, e como o Macaco Louco tornou-se um supervilão. Depois que as meninas foram criadas pelo professor Utonium para ajudar a cidade contra o crime, elas acabam apenas provocando o caos em Townsville. Como todos se referem a elas como loucas, elas se voltam para Macaco Louco, um macaco que diz que ele está lá para ajudar a pessoas. Desconhecido pelas meninas, o Macaco foi o ajudante de laboratório do professor Utonium que tornou-se superinteligente como resultado do Elemento X. Macaco Louco acaba enganando as meninas para ajudá-lo a fazer uma máquina para transformar outros chimpanzés. Vendo o que elas têm feito, as meninas fogem de vergonha, mas voltam depois de verem o professor Utonium com problemas, e elas acabam batendo no Macaco Louco e seu exército de mutantes chimpanzés inteligentes, salvando o dia, tornando-se as defensoras de Townsville.
O filme recebeu critícas mistas e positivas com uma classificação de 63% no Rotten Tomatoes, no entanto, recebeu críticas negativas para a violência. No total, o filme arrecadou 16 milhões de dólares em todo o mundo, com um orçamento de US $ 11 milhões.

### CDs de música
Três trilhas sonoras foram oficialmente lançadas para a série. A primeira, intitulada Heroes & Villains, apresenta canções originais sobre os personagens de As Meninas Superpoderosas por uma série de artistas, incluindo o grupo Devo, Bis, The Apples in Stereo, e Black Frank. O primeiro álbum ficou no topo do gráfico de músicas para crianças da Billboard por seis semanas. O outro álbum intitulado The City of Soundsville traz temas eletrônicos e também se deu bem com os críticos. O terceiro álbum Power Pop apresenta uma variedade mais adolescente de canções pop. O álbum foi considerado uma "grande decepção" e não foi bem recebido.

### Paródias e quadrinhos
Uma paródia entre As Meninas Superpoderosas e a série 2 Broke Girls foi feita na época em que o Cartoon Network veículava a série de TV MAD, no episódio "2 Broke Powerpuff Girls". A paródia que foi ao ar em 30 de janeiro de 2012, com Lindinha e Docinho, que estão sem dinheiro e trabalhando para "Ele" em um restaurante depois que o show foi colocado em hiato permanente. Tara Strong (Lindinha no original) e Tom Kane ("Ele") reprisaram seus papeis aqui. O episódio de MAD com a paródia obteve 1.903.000 espectadores assistindo no momento. Em fevereiro de 2013, a editora IDW Publishing anunciou uma parceria com o Cartoon Network para produzir quadrinhos baseados em suas propriedades. As Meninas Superpoderosas foi um dos títulos anunciados para ser publicado.

### Jogos eletrônicos
Video games foram feitos para As Meninas Superpoderosas de diversos gêneros. As Meninas Superpoderosas:Malvado Macaco Louco, lançado em 14 de novembro de 2000, segue Florzinha tentando atacar o Macaco Louco. O jogo foi chamado de "simples e chato" pelo GameSpot e foi um fracasso crítico. As Meninas Superpoderosas:Pinte Townsville de Verde, outro jogo lançado em novembro de 2000, segue Docinho tentando combater o crime. As Meninas Superpoderosas:Lute contra Ele, segue Lindinha em sua luta contra Ele e foi lançado em fevereiro de 2001. As Meninas Superpoderosas:E-Xtração do Elemento,foi lançado em outubro de 2001, onde os inimigos das meninas batalham em uma variedade de configurações, de modo a recuperar a Química X e rastrear o Macaco Louco. IGN deu ao jogo uma revisão positiva, no entanto, a versão para PSone obteve um comentário ruim. As Meninas Superpoderosas:Saboreando a Briga foi lançado em novembro de 2002. Todas as três meninas são reproduzidas em um mundo 3D, e o jogo recebeu críticas mistas.[carece de fontes?] The As Meninas Superpoderosas:Fuga do Macaco Louco lançado em 2001 gira em torno de uma missão das Meninas Superpoderosas 'para parar Macaco Louco e seus asseclas'. O jogo recebeu críticas mistas. Jogos de PC também foram feitos para a série. Estes incluem: As Meninas Superpoderosas:Zona de Clonagem do Macaco Louco, As Meninas Superpoderosas:Princesa Ronco Grana, As Meninas Superpoderosas:Projeto Animal do Macaco Louco, e As Meninas Superpoderosas:Jogoville. Além disso, outros jogos foram feitos, que não tem as Meninas Superpoderosas como personagens principais, mas apresentam elas como personagens no Cartoon Network Universe: FusionFall.

## Merchandise
As Meninas Superpoderosas foram consideradas um fenômeno de merchandise, sendo que no inicio da década de 2000, elas estavam presentes em todas as lojas de brinquedos ou produtos licenciados. Até janeiro de 2001, foram mais de 300 milhões de dólares em vendas com produtos personalizados com a marca. Os sites CartoonNetwork.com e PowerpuffGirls.com obteveram a classificação número 1 de visitas na mesma década. Elas foram 'garotas propaganda' da marca de carros de corrida NASCAR e tiveram um avião da Delta Express dedicado totalmente a elas. A revista da marca obteve uma quantidade de vendas tão alta, que gerou uma outra edição rapidamente. Segundo Bob Bryant, vice-presidente do Cartoon Network, a marca se tornou um sucesso por que era feita pensando no que as crianças queriam ver. "Nós não criaríamos produtos que não estivessem ligados com o show" disse ele. No ano de 2005, o Cartoon Network lançou produtos inéditos de As Meninas Superpoderosas, no entanto, pouco tempo depois deste lançamento, produtos falsificados foram postos a venda, por um preço mais barato, o que fez com que o próprio Cartoon Network retira-se todos os produtos falsos. Na Índia, a empresa fez um ataque maciço contra a pirataria e falsificação de seus produtos, iniciando uma ação civil na Suprema Corte de Delhi, que retirou boa parte dos produtos falsos. Cerca de 11 pessoas foram presas pelo ato de produção dos produtos falsificados no mercado, em que o Cartoon Network detém todos os direitos. O show foi considerado a nova mania entre as crianças durante o inicio dos anos 2000, ficando atrás em audiência somente para a animação japonesa Pokémon. Segundo pesquisa feita pelo Cartoon Network com 1.500 crianças dos Estados Unidos e do Brasil, 80% das crianças norte-americanas entrevistadas conheciam o show contra 98% das crianças brasileiras. O show também arrecadou fãs mais adultos, e diferente do imaginado, um público masculino também foi considerado. As bolsas e roupas com as personagens estampadas foram consideradas uma "mania fashion". No Brasil, durante o natal de 2000, em menos de dois meses, os produtos com a marca venderam cerca de 90.000 reais, incluindo chaveiros, bolsas, materiais escolares, brinquedos, entre outros. Também foram criadas linhas em algumas ocasiões:

### Dont Just a Dream
Dont Just a Dream foi uma linha de produtos criada no outono de 2004 para As Meninas Superpoderosas. A divisão de produtos de consumo do Cartoon Network trabalhou com a nova linha para lançar uma coleção de moda inédita com as três meninas como adolescentes elegantes. A empresa criou Florzinha, Lindinha e Docinho com suas personalidades, mais acreditando que era desta forma que elas queriam ser vistas no futuro. O novo visual das meninas incluíram cabelos mais longos, uma cintura mais fina e uma atitude mais jovem, retirando elas do jardim de infância para se tornarem amantes da moda. A coleção incluiu camisetas, cosméticos, roupas, sapatos e relógios, além do fato de que todos os produtos com a marca The Powerpuff Girls foram modificados para esta nova linha durante alguns anos. Também houve uma promoção envolvendo a nova linha, um site foi criado aonde as meninas poderiam participar da promoção. Três meninas, com personalidades similares das personagens do show, ganharam e viajaram para a sede do Cartoon Network em Atlanta, aonde fizeram aparições na TV, sessões de fotos e um fim de semana de glamour.

### We Love PPG
No ano de 2012, para tentar reerguer a marca The Powerpuff Girls, o Cartoon Network criou uma linha focada no público adolescente, nomeada de We Love PPG, com mais de 48 itens personalidados com Florzinha, Lindinha e Docinho, que ganharam um visual diferente, mais colorido e sem linhas pretas. A campanha foi lançada em janeiro, focando materiais escolares, e explorando conceitos como autoestima, individualidade, entre outros. Houve uma divulgação em redes sociais, e também um concurso chamado Sua Linda em que as participantes enviavam a hashtag #sualinda pelo Twitter, junto com a resposta para o que fariam se tivessem superpoderes. A campanha durou até 6 de janeiro. A campanha lançou uma linha de esmaltes pela Hits Speciallità, que ganhou uma segunda coleção, mais depois se extinguiu.

## Recepção
As Meninas Superpoderosas foi recebida com respostas em geral positivas dos críticos e fãs. Em uma revisão da Entertainment Weekly de 2000, Marc Bernardin elogiou o show por sua "perspicácia sobre a cultura pop" e "senso inigualável de diversão", dando-lhe uma recepção calorosa para ele, que se destacou entre muitos desenhos sobre super-heróis que vinheram antes dele. Peter Marks do The New York Times observou o uso de humor adulto no programa e referências à cultura pop, declarando que "é um tipo de sátira divertida que pode apelar tanto para um espectador de 37 quanto para um de 7."
Joly Herman do Common Sense Media descreve o show como uma "série bonita e altamente estilizada, que excita os sentidos com seus estranhos personagens, situações engraçadas e um humor diferenciado". Ela continua a dizer, no entanto, que o show não apresente uma violência inocente em nenhum momento e que isso pode afetar os jovens espectadores contra os tons violentos. Robert Lloyd do Los Angeles Times disse que a série pode ser "transgressora ", baseada na violência, mas também é fofa".
O TV Guide escolheu as Meninas Superpoderosas como Nº 17 em uma lista dos 50 melhores personagens dos desenhos animados de todos os tempos. IGN classificou a série com o número 18 em seu Top 25 das Melhores Séries Animadas de Todos os Tempos em 2006. Delta Express também promoveu a série com um avião que tinha Florzinha, Lindinha e Docinho estampadas. A inauguração do avião foi realizada no Aeroporto Internacional de Boston, em Boston, Massachusetts, em 17 de julho de 2000. Em 2002, a aeronave foi pintada com um tema diferente para promover Powerpuff Girls Movie. A série tem ganhado dois Emmy Awards, dois Annie Awards, e foi nomeado em um total de 16 vezes para vários prêmios.